# Замьяны
Замьяны — село в Енотаевском районе Астраханской области, административный центр Замьянского сельсовета. Расположено на правом берегу Волги. Основано в 1764 году.
Население — 1494 (2010)

## История
Казачья станица Замьяновская была основана в 1764 году. Станица была основана в рамках проекта по распространению оседлости и земледелия в Калмыцкой степи, а также в целях охраны торгового пути вдоль Волги. Идея перехода калмыков к оседлым поселениям была выдвинута хошеутовским нойоном Замьяном. Замьян находился в ссоре с калмыцким ханом Дондук-Даши. Враждебные отношения сложились у него и с преемником Дондук-Даши, наместником ханства Убаши. Его желание поселиться оседло было продиктовано стремлением уйти из подчинения калмыцкому хану. Просьбу Замьяна поддержал астраханский губернатор Н. А. Бекетов, лично докладывавший дело Замьяна в Коллегии иностранных дел в 1764 году.
Коллегия иностранных дел решила удовлетворить просьбу Замьяна об оседлом его поселении, но от широкой пропаганды оседлости рекомендовала воздержаться. Замьяна с подвластными ему калмыками было решено поселить на правом берегу Волги в урочище Крымский затон, в 60 верстах выше Астрахани. В целях обеспечения успеха этого мероприятия, Коллегия посчитала целесообразным поселить по соседству с Замьяном русских, которые должны были оказывать непосредственную помощь оседлым калмыкам в их хозяйственных делах. Свои соображения Коллегия иностранных дел изложила в специальном докладе Екатерине II, которая утвердила его 5 июля 1764 года.
В 1770 году было завершено строительство постоянного оседлого дома для Замьяна, возле которого поселилось более 60 подвластных ему калмыцких семейств.
Место, выбранное для станицы оказалось малопригодным для жилья. Берег станицы сильно подмывало водой и, кроме того, её засыпало песком. В результате 18 февраля 1837 года было получено разрешение на перенос станицы. В 1839 году в станице открылось одноклассное училище. В 1841 году завершилось переселение станицы. При переселении на современное место был заложен деревянный храм во имя Святого Благоверного Великого Князя Александра Невского, храм освятили в 1843 году.
В 1859 году в станице Замьяновской насчитывалось 214 дворов, проживало 729 душ мужского и 689 женского пола, имелись церковь, училище, почтовая станция.
И на новом месте в половодье улицы и дворы заливало водой. В 1902 году в станице открыли почтово-телеграфную станцию, часть расходов на её содержание станица взяла на себя. С 1867 года станица стала местом постоянного проживания окружного врача 1 медицинского округа Астраханского казачьего Войска. Станица была самой крупной в Войске по числу дворов и занимала 2 место числу казачьего населения. В 1910 году в станице был 491 двор и 2638 душ населения (1325 муж. и 1313 жен.). В 1862 году была построена новая деревянная церковь во имя Преображения Господня.
После революции была создана Замьянская станичная волость. 27 января 1918 года постановлением первого Астраханского губернского съезда рабочих, крестьянских, солдатских и ловецких депутатов был образован Замьяновский сельский Совет рабочих, крестьянских, солдатских, казачьих и ловецких депутатов. В июле 1925 года Замьяны вошли в состав вновь образованного Разночиновского района. В марте 1927 года центр района перенесли в Замьяны, бывший Разночиновский район стал называться Замьянским. В июле 1928 года Замьянский район упразднён, а его территория вошла в Красноярский и Енотаевский районы. С этого времени Замьяны постоянно находятся в Енотаевском районе.
В 1924 году была посажена роща, чтобы огородить село от заноса песка, в 1926 году была открыта больница.
В 1930 году в Замьянах был организован рыболовецкий колхоз «Путь рыбака». В 1959 году был изменён профиль хозяйства: колхоз стал заниматься выращиванием сельхозпродуктов и разведением скота, был переименован в сельскохозяйственную артель «Россия». 26 февраля 1963 года артель «Россия» переименована в колхоз «Рассвет». В 1992 году колхоз «Рассвет» преобразован в товарищество с ограниченной ответственностью.

## Общая физико-географическая характеристика
Село расположено на крайнем юго-востоке Енотаевского района в пределах Прикаспийской низменности, на границе Чёрных земель и Волго-Ахтубинской поймы, на правом, высоком, берегу Волги, на высоте 22 метра ниже уровня мирового океана. Почвы пойменные луговые, к западу от села — пески.
По автомобильной дороге расстояние до областного центра города Астрахани составляет 67 км, до районного центра села Енотаевка — 75 км, до ближайшего города Нариманов — 24 км. Близ села проходит федеральная автодорога «Каспий» (11 км)
Климат
Климат резко-континентальный, крайне засушливый (согласно классификации климатов Кёппена-Гейгера — Bsk). Среднегодовая температура воздуха положительная и составляет + 9,6 °C, средняя температура самого холодного месяца января — 6,3 °C, самого жаркого месяца июля + 25,0 °C. Расчётная многолетняя норма осадков — 224 мм. Наименьшее количество осадков выпадает в феврале (12 мм), наибольшее в июне (25 мм)
Часовой пояс
Замьяны, как и вся Астраханская область, находится в часовой зоне МСК+1. Смещение применяемого времени относительно UTC составляет +4:00.

## Население
| 1809 | 1859 | 1897 | 1900 | 1910 | 1914 |
| ---- | ---- | ---- | ---- | ---- | ---- |
| 321  | 1418 | 1965 | 2536 | 2636 | 3102 |

| 2002 | 2010  |
| ---- | ----- |
| 1562 | ↘1494 |

## Русская православная церковь
- Александровская церковь. Упоминается в 1801 году[20].